# Psebena pascoei
Psebena pascoei är en skalbaggsart som beskrevs av Antonio Vives 2006. Psebena pascoei ingår i släktet Psebena och familjen långhorningar. Inga underarter finns listade i Catalogue of Life.